# Снос Великой Китайской стены
Снос Великой Китайской стены — газетная утка (мистификация-розыгрыш), по договорённости опубликованная всеми газетами Денвера (США) 25 июня 1899 года.
В статьях с кричащими заголовками «Великая Китайская стена обречена! Пекин жаждет мировой торговли!» содержались сведения о том, что китайское правительство в поисках иностранных инвестиций якобы решило снести Великую Китайскую стену и построить на её месте современное шоссе и что оно принимает заявки на проведение этих работ от американских предпринимателей.
«Утка» была подхвачена европейскими изданиями и, переходя из газеты в газету, обрастала новыми подробностями, включая комментарии китайских мандаринов. Практически все издания сходились на том, что американцы отправляют в Китай вооружённый отряд, чтобы срыть обветшавший памятник древности. Длительное время утверждалось, что эта фальсификация могла спровоцировать Ихэтуаньское восстание, хотя это городская легенда.

## Источник
- Thomas J. Campanella. The Concrete Dragon: China’s Urban Revolution and What It Means for the World. Princeton Architectural Press, 2008. ISBN 1568986270. Page 110.